# 도쿄 대학

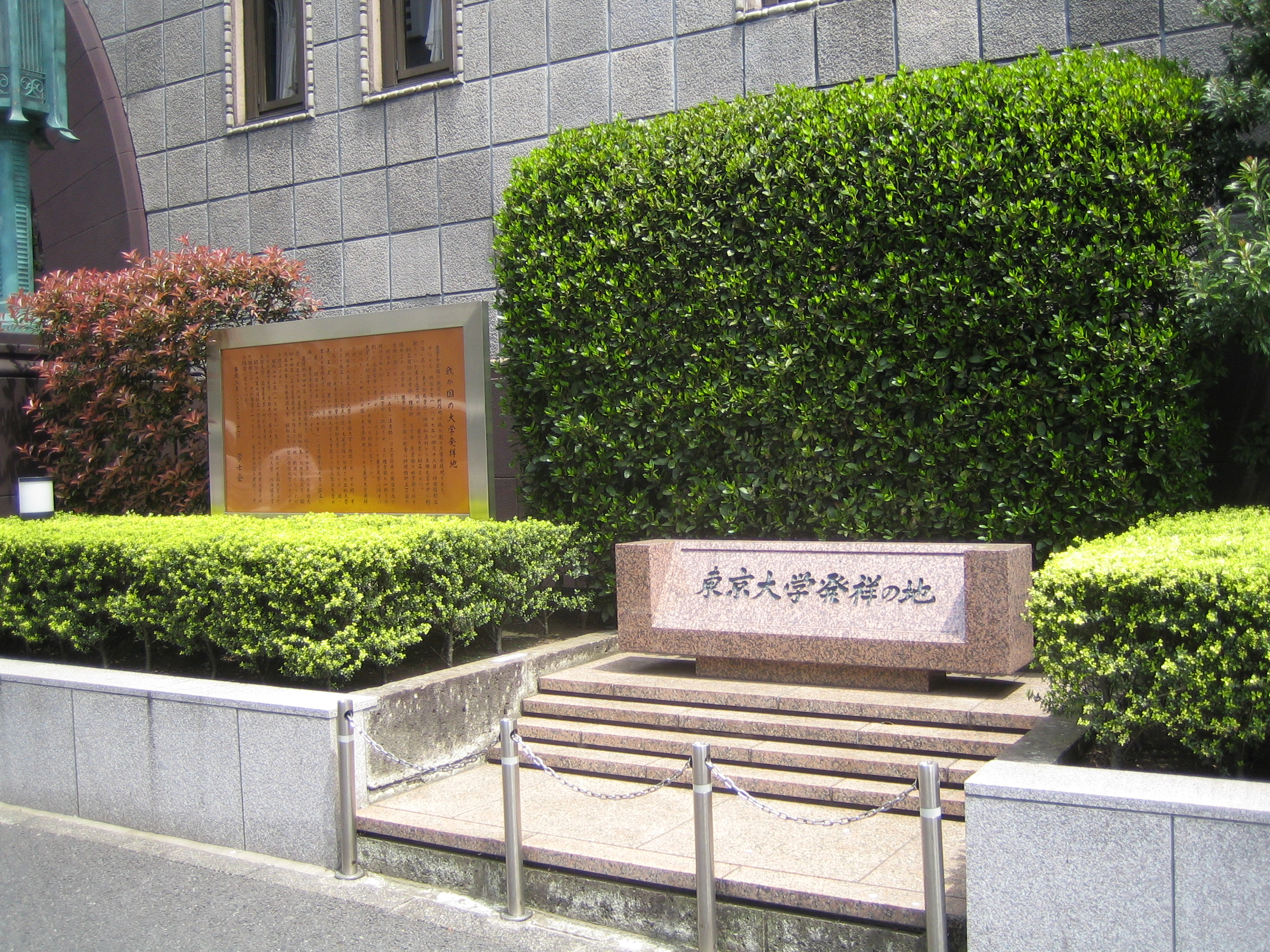
도쿄 대학 발상지 비(도쿄도 지요다구)

도쿄 대학(일본어: 東京大学 도쿄 다이가쿠[*], 영어: The University of Tokyo)은 일본 도쿄도 분쿄구에 본부를 둔 최상위권 명문 국립 대학 법인이다. 아시아에서 최초로 건립한 근대 대학이자 일본 제국 첫 번째 제국대학이었다. 대학 약칭은 동대(일본어: 東大 도다이[*])다.
주요 캠퍼스로는 크게 3곳이 있는데, 전통 학문을 주로 담당하는 혼고(本郷) 캠퍼스, 교양학 및 학제간 연구를 담당하는 고마바(駒場) 캠퍼스, 신영역 및 새로운 학문을 주로 담당하는 가시와(柏) 캠퍼스로 주로 진행하는 연구 분야를 나눌 수 있다.
자유 인문 교육 중시가 도쿄 대학에서 실시하는 교육에 내재한 특징으로, 근래에는 지식 개방 프로그램 일환으로 일반인에 공개가 적합한 강의를 중심으로 팟캐스팅으로써 송신하며, 특색인 자유로운 학풍은 야스다 사건으로 대표되는 학생운동에도 투영되었다.

## 연혁

### 연표 (도쿄 대학 창설 후)
- 1877년 4월 - 도쿄 대학 창설.

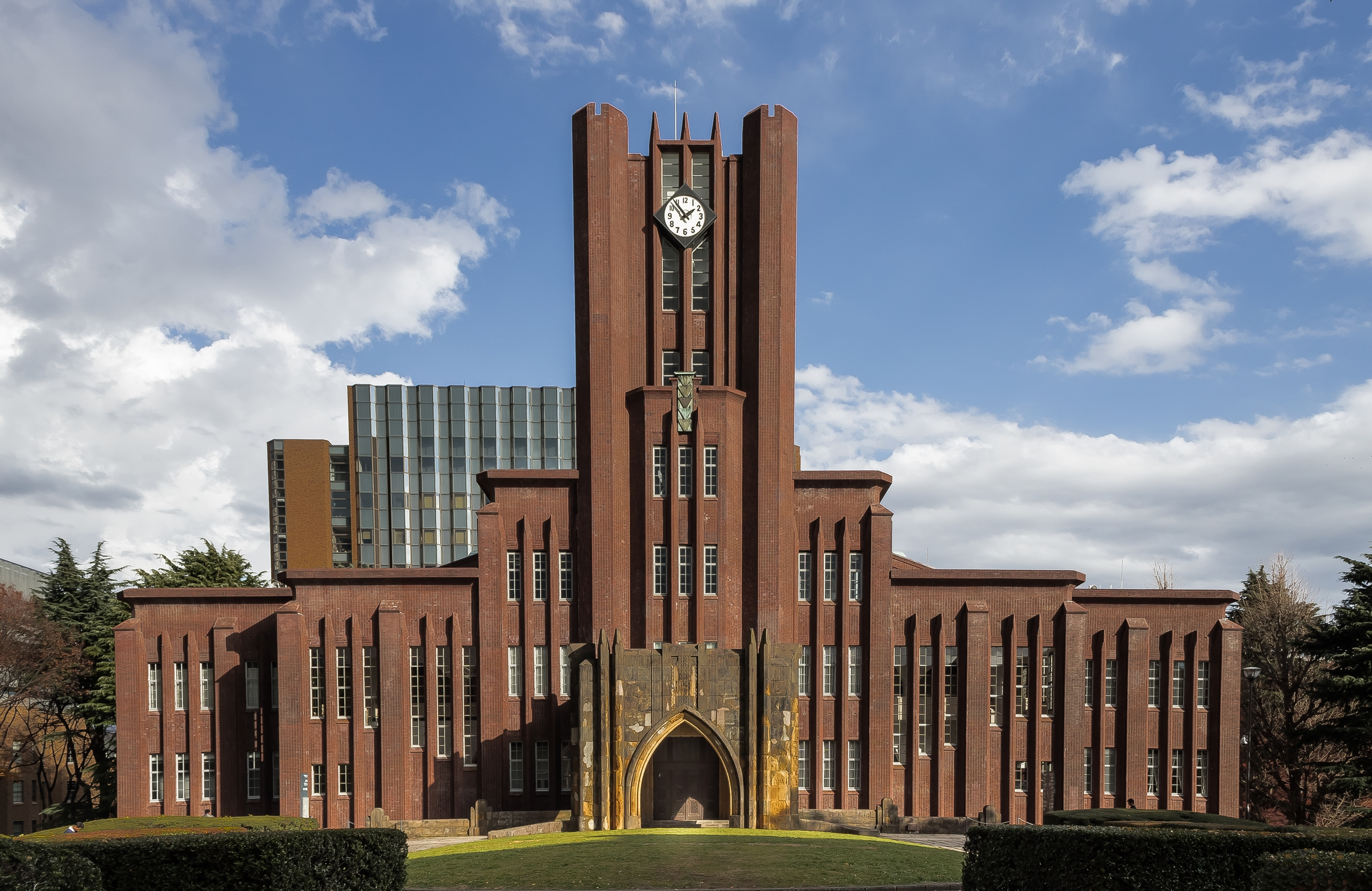
도쿄 대학을 상징하는 야스다 강당

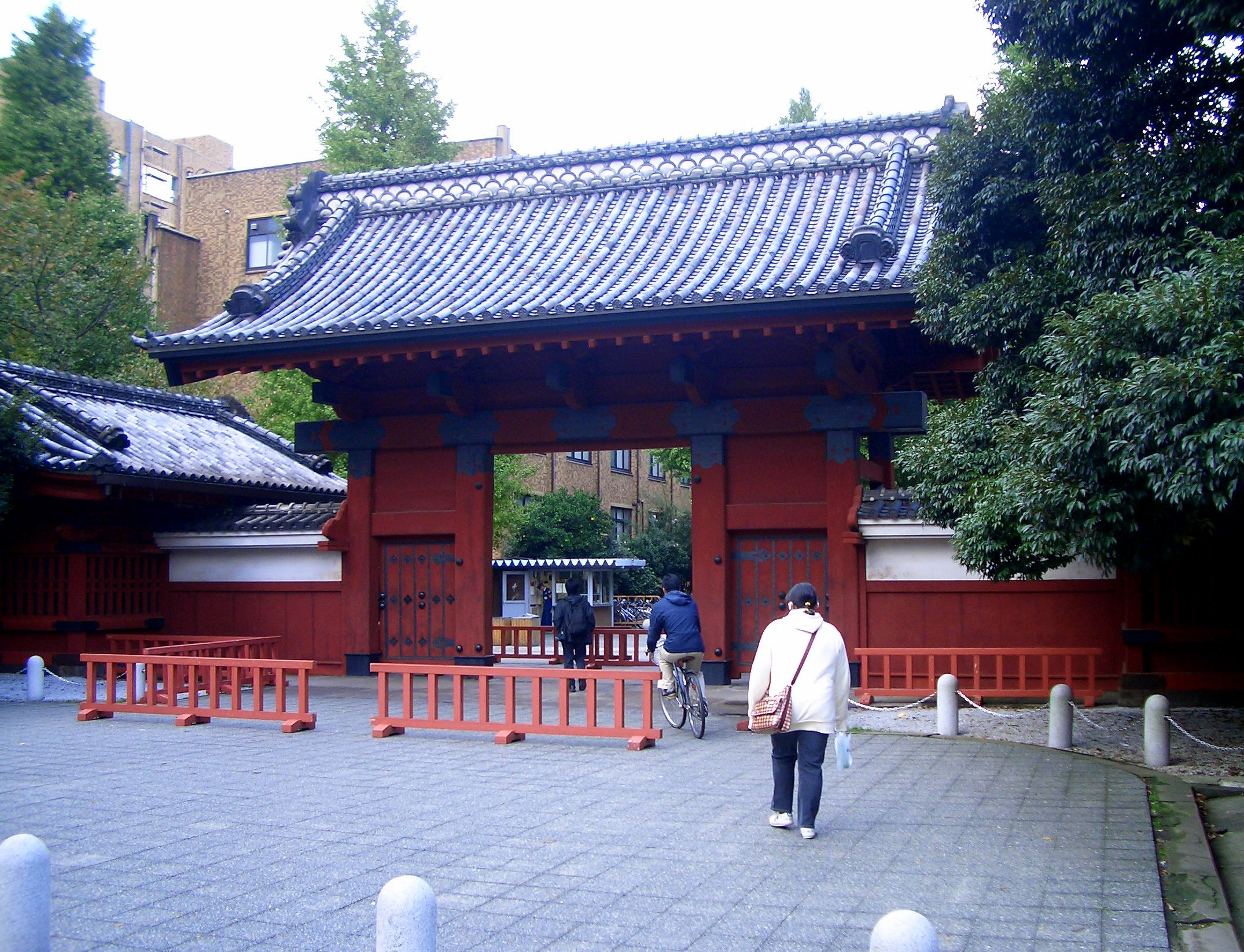
도쿄 대학의 아카몬(赤門)

- 1878년 12월 - 문부성이 도쿄 대학에 학위(학사) 수여권을 부여.
- 1880년 8월 - 법·리·문학부에 학사연구과를 설치(대학원의 전신).
- 1881년 6월 - 도쿄 대학 직제를 제정.
- 1885년 9월 - 도쿄 법학교를 법학부로 통합.
- 1886년 3월 - 공부 대학교를 통합하고 제국대학령에 의거하여 제국대학으로 개칭(법·의·공·문·리학부의 5개 분과대학과 대학원을 설치).
- 1890년 6월 - 도쿄 농림학교를 통합하고 농과대학을 설치.
- 1897년 6월 - 교토 제국대학의 설립으로 도쿄 제국대학으로 개칭.
- 1919년 2월 - 분과대학제를 폐지하고 학부를 설치. 경제학부를 신설.
- 1942년 3월 - 지바현 지바시에 제2공학부를 설치. 혼고의 공학부는 제1공학부로 개칭.
- 1947년 9월 - 도쿄 대학으로 개칭.
- 1949년 5월 - 제1고등학교[2](第一高等學校), 도쿄 고등학교[3](東京高等學校) 통합
- 1953년 3월 - 신제(新制) 대학원을 설치(인문학과·사회학과·수물계·화학계·생물계의 5개 연구과).
- 1958년 4월 - 약학부를 설치(마지막 학부 신설).
- 2003년 3월 - ‘도쿄 대학 헌장’을 제정
- 2004년 4월 - 국립대학 법인화로 말미암아 ‘국립대학법인 도쿄대학’화(化). 대학원 법학정치학연구과에 법조양성전공(법과대학원)을 설치. 특별영예교수 제도를 창설.
- 2005년 4월 - 베이징 대표소를 설치.
- 2010년 4월 - 대기해양연구소 설립.
- 2014년 1월 - 추천입시 도입 발표.
- 2018년 4월 - 정량생명과학연구소 설립.

## 평가
- 2023년 기준 13명의 노벨상 수상자를 배출하였다. 출신 연구원 및 교원을 포함하면 총 20명의 수상자를 배출했다.
- 2024년 QS World University Rankings™ 대학 평가에서는 종합대학평가 세계 28위(일본 1위)를 기록하였다.[4] Ranking criteria 별로는 Academic Reputation에서 100점(아시아 1위) Employer Reputation에서 99.8점(아시아 1위)를 기록하였다.[5]
- 2023년 Academic Ranking of World Universities 대학 평가에서는 종합대학평가 세계 27위(아시아 2위)를 기록하였다.[6]
- 2023년 The Times Higher Education World University Rankings 대학 평가에서는 종합대학평가 세계 29위(일본 1위)를 기록하였다.[7]
- 2023년 Times Higher Education Japan University Rankings 대학 평가에서는 종합대학평가 일본 2위를 기록하였다.[8]

## 현황

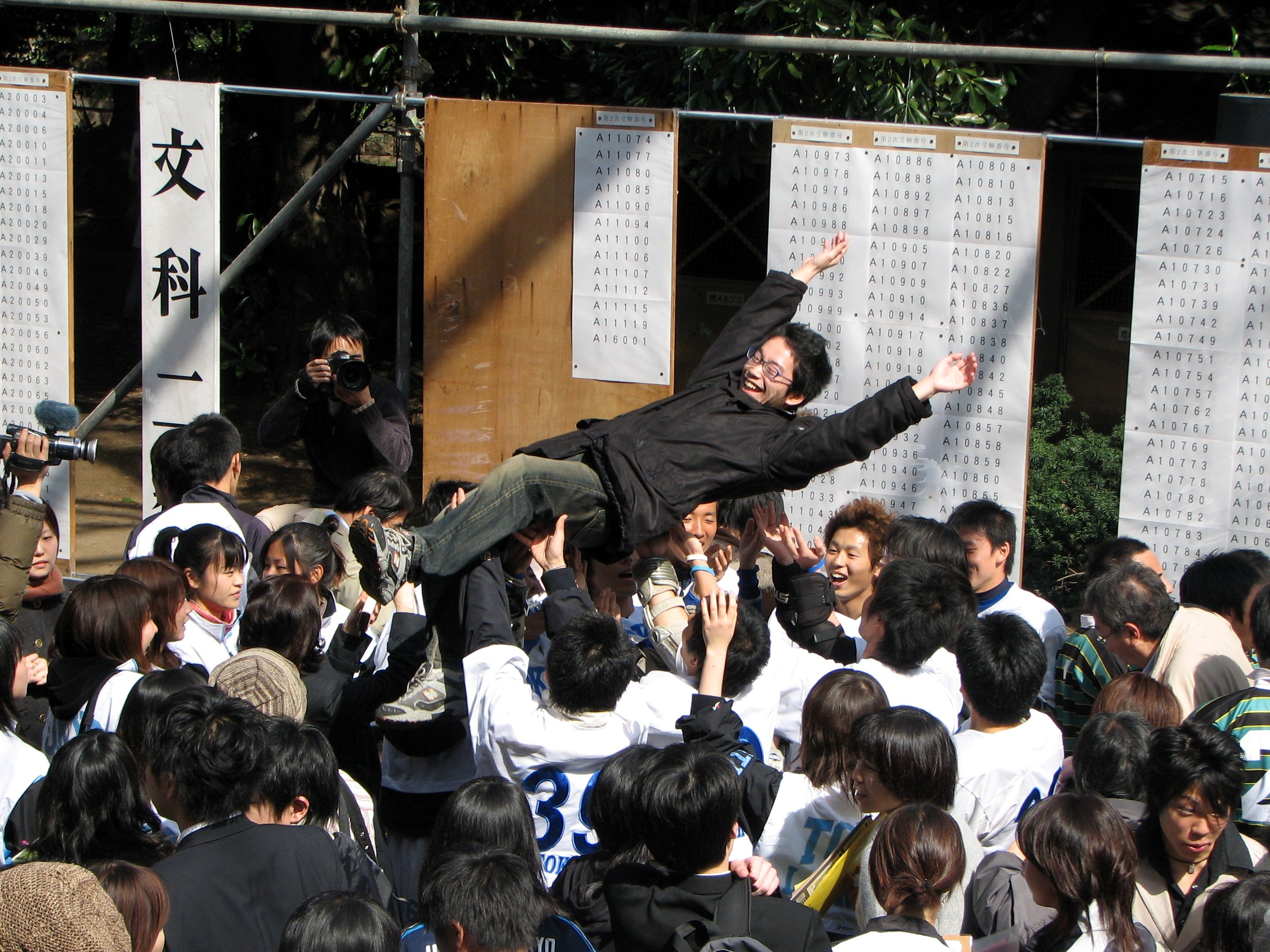
도쿄 대학 입학시험에서 합격한 학생들이 축하 헹가래를 받는 모습

### 소재지
- 혼고(本郷) 캠퍼스 : 도쿄도 분쿄구
- 고마바(駒場) 캠퍼스 : 도쿄도 메구로구
- 가시와(柏) 캠퍼스 : 지바현 가시와시
- 시로가네(白金) 캠퍼스 : 도쿄도 미나토구
- 나카노(中野) 캠퍼스 : 도쿄도 나카노구
- 도카이무라(東海村) 캠퍼스 : 이바라키현 나카군
- 니시치바(西千葉) 캠퍼스 : 지바현 지바시
- 다나시(田無) 캠퍼스 : 도쿄도 니시토쿄시
- 게미가와(検見川) 캠퍼스 : 지바현 하나미가와구

## 조직

### 학부
도쿄대학의 입학자는 전원이 6개 과류로 나뉘어 교양학부에 소속되고 2년 정도의 전기 과정(課程)을 이수(履修)한 후 교양학부를 포함한 10개 학부로 나뉘어 2년(단, 의학부 의학과와 농학부 수의학 과정, 약학부 약학과는 4년)의 후기 과정(課程)을 이수(履修)한다.
- 법학부

- 제1류 (사법 코스)
- 제2류 (공법 코스)
- 제3류 (정치 코스)

- 의학부

- 의학과 (6년제)
- 건강종합과학과(간호학과 4년제)

- 공학부

| - 사회기반학과 - 건축학과 - 도시공학과 - 기계공학과 (기계공학A) - 산업기계공학과 (기계공학B) - 기계정보공학과 (기계공학C) - 항공우주공학과 - 정밀공학과 - 시스템창성학과 | - 전기공학과 (전자·정보계A) - 전자정보공학과 (전자·정보계B) - 전자공학과 (전자·정보계C) - 물리공학과 - 계수공학과 - 재료공학과 - 응용화학과 - 화학시스템공학과 - 화학생명공학과 |

- 문학부

| - 사상문화학과 - 역사문화학과 | - 언어문화학과 - 행동문화학과 |

- 이학부

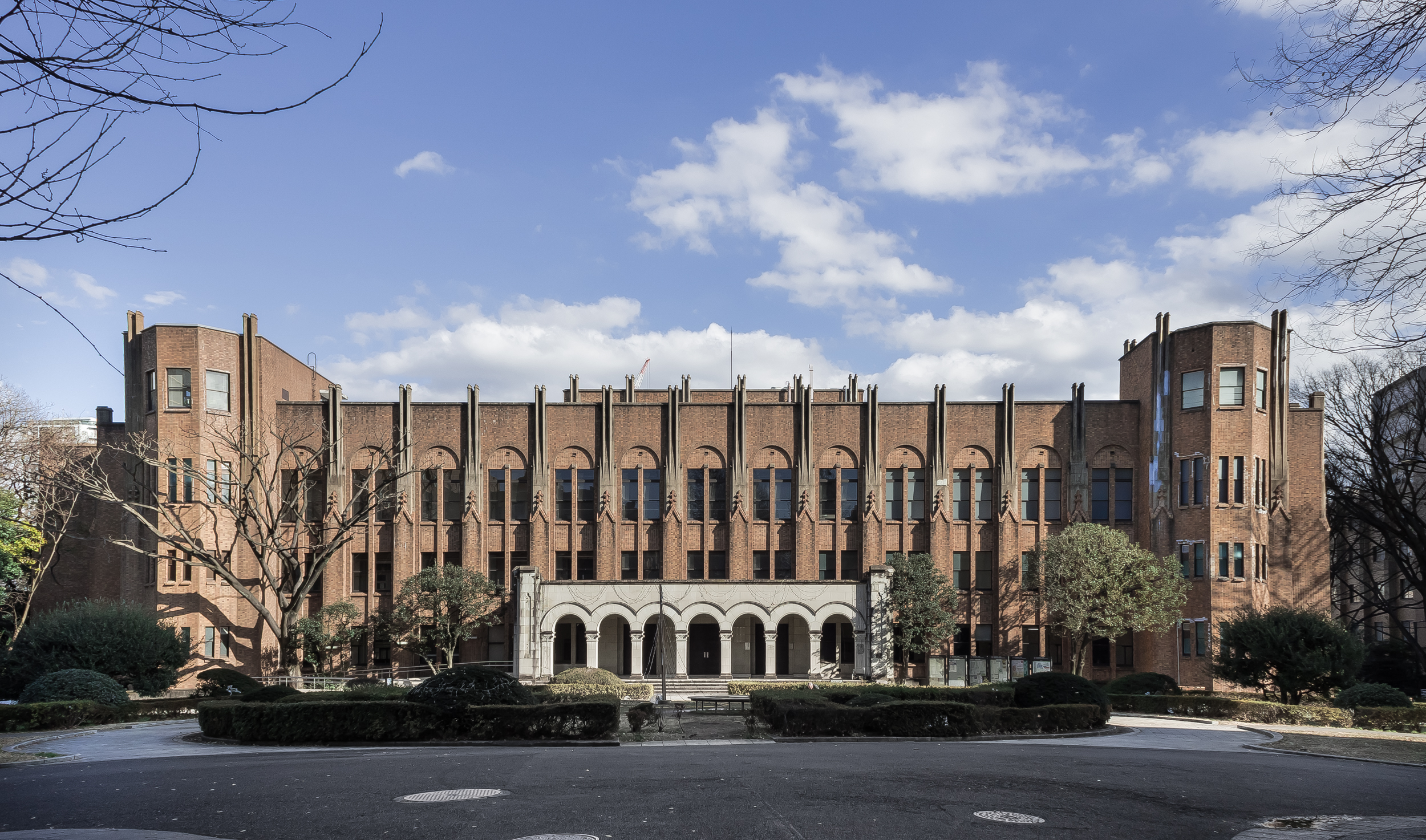
의학부 2호관(본관)

| - 수학과 - 정보과학과 - 물리학과 - 천문학과 - 지구혹성물리학과 | - 지구혹성환경학과 - 화학과 - 생물화학과 - 생물학과 - 생물정보과학과 (2007년도 신설 예정) |

- 농학부

- 응용생명과학과정
- 환경자원과학과정
- 수의학과정 (6년제)

- 경제학부

- 경제학과
- 경영학과
- 금융학과 (2007년도 신설 예정)

- 교양학부

- 전기과정

| - 문과1류 - 문과2류 - 문과3류 | - 이과1류 - 이과2류 - 이과3류 |

- 후기과정

| - 초역문화과학과 - 지역문화연구학과 - 총합사회과학과 | - 기초과학과 - 광역과학과 - 생명·인지과학과 |

- 교육학부

- 총합교육과학과

- 약학부

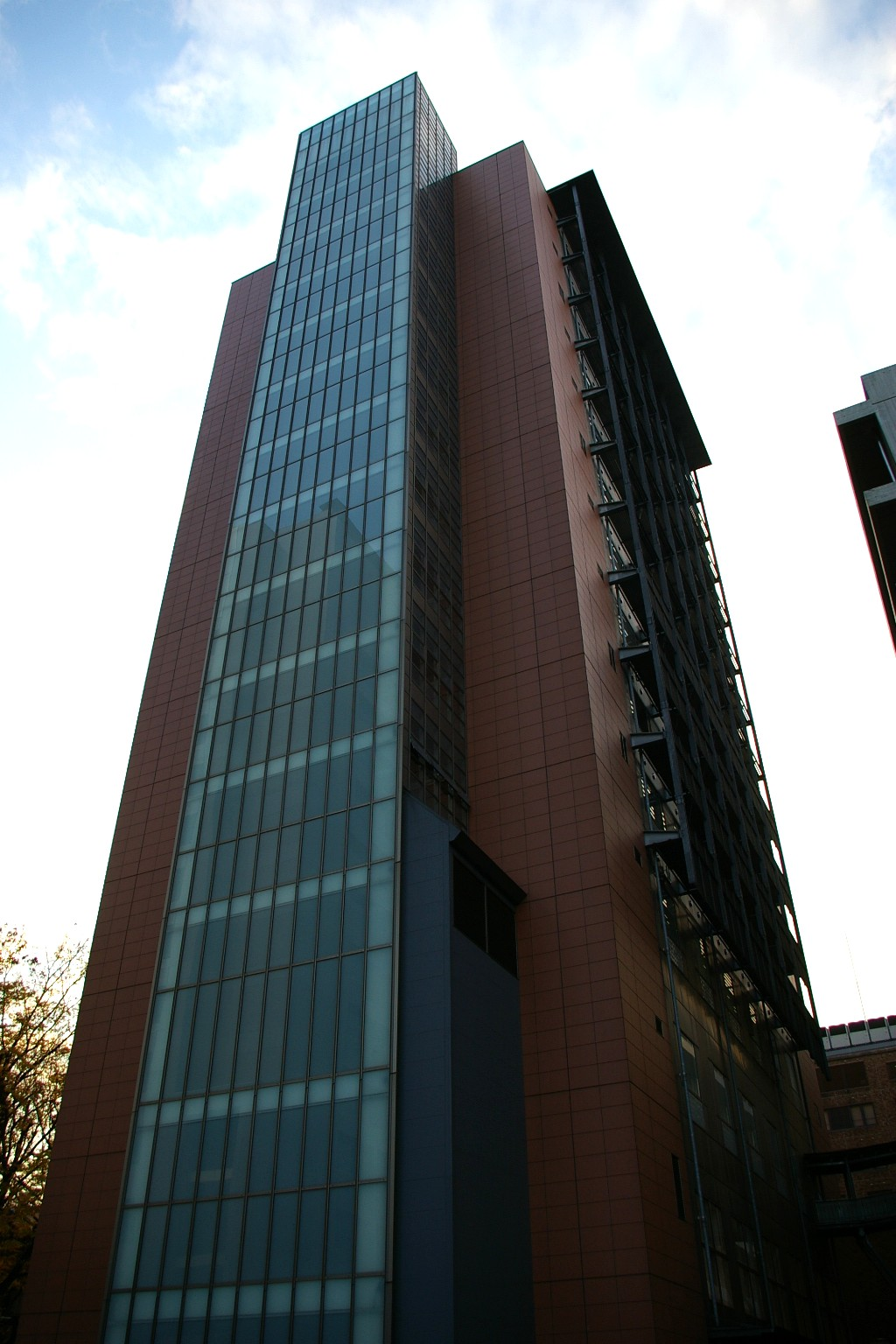
경제학연구과동

- 약과학과 (2006년도 진학자까지는 약학과)
- 약학과 (6년제)

### 대학원
- 인문사회계연구과
- 교육학연구과
- 법학정치학연구과
- 경제학연구과
- 총합문화연구과
- 이학계연구과
- 공학계연구과
- 농학생명과학연구과
- 의학계연구과
- 간호학계연구과
- 약학계연구과
- 수리과학연구과
- 신영역창성과학연구과
- 정보이공학계연구과
- 정보학환·학제정보학부
- 공공정책학련휴연구부·공공정책학교육부 (공공정책대학원)

### 부속기관

#### 학부 부속시설

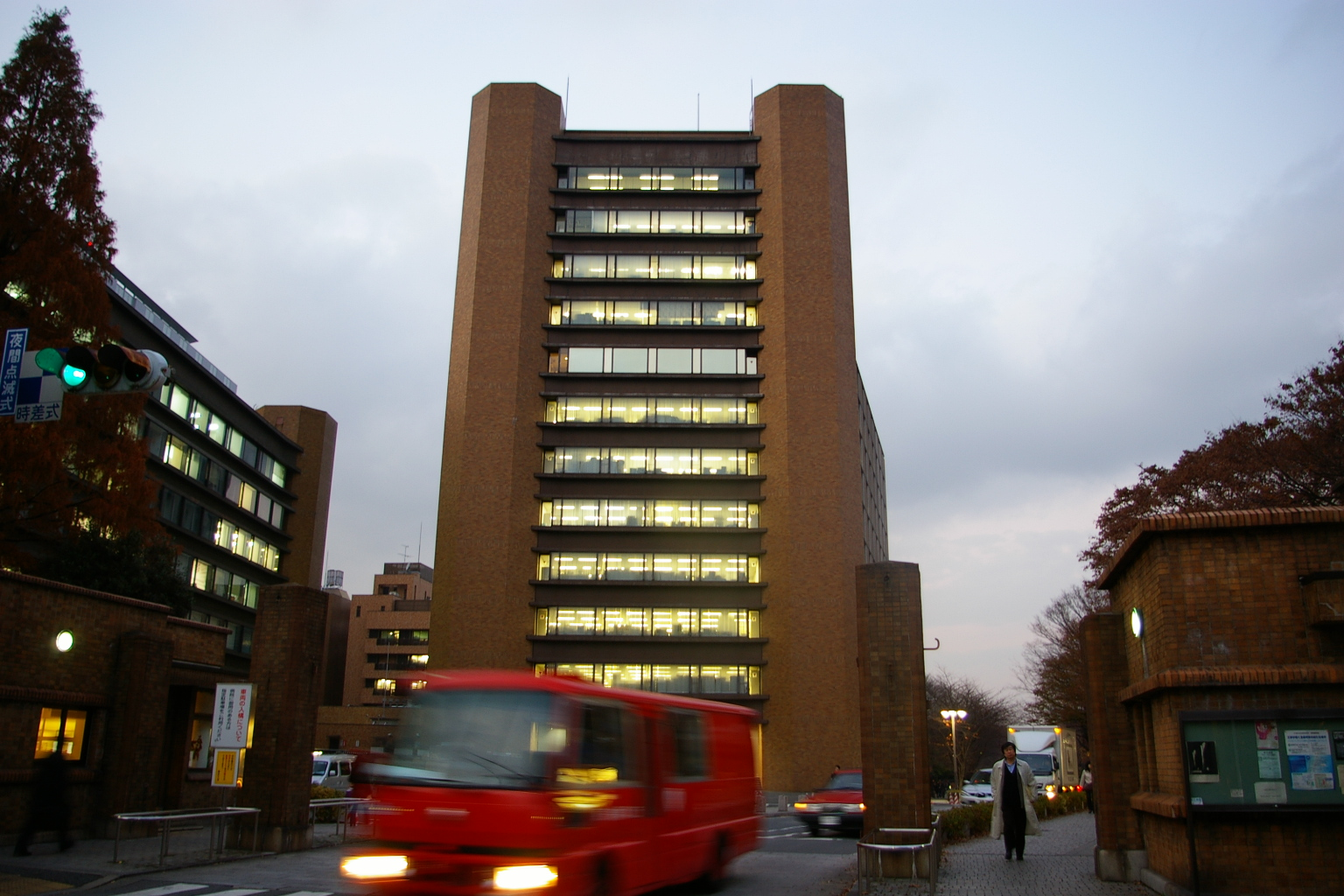
다쓰오카몬(龍岡門)

- 의학부 부속
  - 병원 (도쿄대병원)
- 교양학부부속
  - 교양교육개발기구

#### 대학원연구과 부속시설
| - 인문사회계연구과부속 - 차세대인문학개발센터 | - - 북해문화연구상려실습시설 |

- 교육학연구과부속
  - 학교교육고도화센터

| - 법학정치학연구과부속 - 비교법정국제센터 - 비즈니스 로센터 | - - 외국법문헌센터 - 근대일본법정사료센터 |

| - 경제학연구과부속 - 일본경제국제공동연구센터 | - - 금융교육연구센터 |

- 총합문화연구과부속
  - 아태지역연구센터

| - 이학계연구과부속 - 식물원 (통칭 : 고이시카와 식물원) - 닛코 분원 (통칭 : 닛코 식물원) - 임해실험소 - 스펙트럼화학연구센터 - 지각화학실험시설 | - - 천문학 교육 연구 센터 - 기소 관측소 - 원자핵과학연구센터 - 빅뱅우주국제연구센터 - 초고속강광자장과학연구센터 |

| - 공학계연구과부속 - 수환경제어연구센터 - 양자상일렉트로닉스연구센터 | - - 총합연구기구 - 공학교육추진기구 |

| - 농학생명과학연구과부속 - 농장 (통칭 : 경지생산 교육연구센터) - 연습림 (통칭 : 과학의 숲 교육연구센터) - 홋카이도 연습림 - 지바 연습림 - 지치부 연습림 - 아이치 연습림 - 후지 연습림 - 기예연구소 - 다나시 시험지 | - - 목장 (통칭 : 고등동물 교육연구센터) - 가축병원 (가축메디컬센터, 통칭 : 동물의료센터） - 수산실험소 (통칭 : 수권생물 교육연구센터) - 녹지식물실험소 (통칭 : 녹지생물 교육연구센터) - 방사성동위원소시설 - 바이오트론연구실 - 방사선육종공동이용시설 - 고이시카와 수목원 |

- 의학계연구과부속
  - 질환생명공학센터
- 약학계연구과부속
  - 약용식물원
- 신영역창성과학연구과부속
  - 생애스포츠건강과학연구센터
- 정보학환부속
  - 사회정보연구자료센터

#### 연구소
- 동양문화연구소
- 물성연구소
- 사료편찬소
- 사회과학연구소
- 생산기술연구소
- 선단과학기술연구센터
- 분자 세포 생물학 연구소
- 우주 물리 수학 연구소 (IPMU)
- 우주선연구소
- 의과학연구소
- 지진연구소
- 해양연구소

#### 출판회
재단법인 도쿄 대학 출판회는 도쿄 대학 총장을 회장으로 하는 재단법인이다. 조직적으로 독립되어 있으므로, 엄밀히 말하면 부속기관은 아니지만 도쿄 대학 혼고 캠퍼스 내에 사무소가 있으며, 도쿄 대학 관계자의 서적을 발행하기 위한 목적으로 설립되었다. 주로 학술 서적이나 대학 강의에 쓰이는 교과서 등을 출판한다.

## 부속 학교
- 도쿄 대학 교육학부 부속 중등교육학교 (중고6개년 일관교육 실험교)

## 같이 보기
- 지진공학
- 공부대학교
- 기쿠치 다이로쿠
- 도쿄 대학 대학원 이학계 연구과 부속 식물원

## 참고 자료
- 서울신문 세계대학 경쟁력 탐사보고서 - 명문대 교육혁명 ‘일본 도쿄대’, 2006년 6월 23일